# Габриэли, Франческо
Франческо Габриели (итал. Francesco Gabrieli; 27 апреля 1904, Рим — 13 декабря 1996, Рим) — итальянский востоковед, исследователь истории и литературы арабских стран и истории ислама. Один из авторов второго издания фундаментальной «Энциклопедии ислама».

## Биография
Окончил Римский университет.
В 1928—1935 годах работал редактором Итальянской энциклопедии.
В1935—1938 годах преподавал в Неаполитанском Восточном университете.
В 1938—1979 годах — ординарный профессор арабского языка и литературы Римского университета.

## Труды
- Al-Mamun e gli Alidi. — Leipzig, 1929.
- Il califfato di Hishám // Mémoires de la Société royale d’Archéologie d’Alexandrie. — V. 7, pt. 2. — 1935.
- Viaggi di Sindibad. — Florenz, 1943.
- Le Rubaiyyàt di Omar Khayyàm. — Firenze, 1944.
- Storia e civiltâ musulmane. — Napoli, 1947.
- Dal mondo dell’Islàm. — Milano, 1954.
- Storia delia letteratura araba. — 2 ed. — Milano, 1956.
- Gli Arabi. — Firenze, 1957.
- Uomini e paesaggi del Sud. — Mailano, 1960.
- Maometto e le grandi conquiste arabe. — Milano, 1967.
- L’arabista petulante. — Mailano, 1972.
- Arabeschi e studi islamici. — Napoli, 1973.